# Liste des longs métrages sud-africains proposés à l'Oscar du meilleur film international
Cet article présente la liste des longs métrages sud-africains proposés à l'Oscar du meilleur film international.

## Films proposés par l'Afrique du Sud
| Année (Cérémonie) | Titre français                                                      | Titre original                                                      | Langue(s)                                | Réalisateur             | Résultat         |
| ----------------- | ------------------------------------------------------------------- | ------------------------------------------------------------------- | ---------------------------------------- | ----------------------- | ---------------- |
| 1989 (62e)        | Mapantsula (en) ,                                                   | Mapantsula (en) ,                                                   | zoulou, afrikaans, sotho du Sud, anglais | Oliver Schmitz          | Non nommé        |
| 1997 (70e)        | Paljas (af)                                                         | Paljas (af)                                                         | afrikaans                                | Katinka Heyns           | Non nommé        |
| 2004 (77e)        | Yesterday                                                           | Yesterday                                                           | zoulou                                   | Darrell Roodt           | Nommé            |
| 2005 (78e)        | Mon nom est Tsotsi                                                  | Tsotsi                                                              | sotho du Sud, tswana, afrikaans, anglais | Gavin Hood              | Remporte l'Oscar |
| 2008 (81e)        | Gangster's Paradise: Jerusalema (en)                                | Gangster's Paradise: Jerusalema (en)                                | Sotho du sud, anglais, tsotsitaal        | Ralph Ziman             | Non nommé        |
| 2009 (82e)        | White Wedding (en)                                                  | White Wedding (en)                                                  | zoulou, xhosa, afrikaans, anglais        | Jann Turner             | Non nommé        |
| 2010 (83e)        | Le Secret de Chanda                                                 | Life, Above All                                                     | Sotho du Nord                            | Oliver Schmitz          | Présélectionné   |
| 2011 (84e)        | Beauty                                                              | Skoonheid                                                           | afrikaans                                | Oliver Hermanus         | Non nommé        |
| 2012 (85e)        | Little One (en)                                                     | Little One (en)                                                     | zoulou                                   | Darrell Roodt           | Non nommé        |
| 2013 (86e)        | Four Corners                                                        | Die Vier Hoeke                                                      | afrikaans                                | Ian Gabriel (en)        | Non nommé        |
| 2014 (87e)        | Elelwani (en)                                                       | Elelwani (en)                                                       | venda                                    | Ntshavheni wa Luruli    | Non nommé        |
| 2015 (88e)        | Thina Sobabili: The Two of Us                                       | Thina Sobabili                                                      | zoulou                                   | Ernest Nkosi            | Non nommé        |
| 2016 (89e)        | Noem my Skollie: Call Me Thief (af)                                 | Noem my Skollie                                                     | afrikaans                                | Daryne Joshua (af)      | Non nommé        |
| 2017 (90e)        | Les Initiés                                                         | Inxeba                                                              | xhosa                                    | John Trengove           | Présélectionné   |
| 2018 (91e)        | Sew the Winter to My Skin (en)                                      | Sew the Winter to My Skin (en)                                      | afrikaans, xhosa, anglais                | Jahmil X.T. Qubeka (en) | Non nommé        |
| 2019 (92e)        | Knuckle City (en)                                                   | Knuckle City (en)                                                   | xhosa                                    | Jahmil X.T. Qubeka (en) | Non nommé        |
| 2020 (93e)        | Toorbos (en)                                                        | Toorbos (en)                                                        | afrikaans                                | Rene van Rooyen         | Non nommé        |
| 2021 (94e)        | Barakat (en)                                                        | Barakat (en)                                                        | afrikaans, anglais                       | Amy Jephta (en)         | Non nommé        |
| 2023 (96e)        | Music Is My Life – Dr. Joseph Shabalala and Ladysmith Black Mambazo | Music Is My Life – Dr. Joseph Shabalala and Ladysmith Black Mambazo | zoulou, anglais                          | Mbele Mpumi             | En attente       |